# Kimmel Center for the Performing Arts
Kimmel Center for the Performing Arts is een concert- en theatergebouw dat gevestigd is aan de Broad Street in Center City, Philadelphia. Het gebouw is eigendom van Kimmel Inc. en is vernoemd naar de filantroop Sidney Kimmel. Het Kimmel Center is de thuisbasis van het Philadelphia Orchestra.
Het Kimmel Center heeft de beschikking over twee zalen:
- Verizon Hall: biedt plaats aan 2.500 mensen en heeft een eigen orgel.
- Perelman Theater: plaats voor 650 personen

## Geschiedenis
In 1986 keurde het Philadelphia Orchestra het plan goed om een nieuwe concertzaal te bouwen die het oude Academy of Music kon vervangen. De plannen bleven echter zeven jaar liggen, tot Sidney Kimmel een bedrag van twaalf miljoen Amerikaanse dollars doneerde. Uiteindelijk begon men met de bouw van het Kimmel Center in 1998, naar een ontwerp van Rafael Viñoly. De officiële opening vond plaats op 16 december 2001. Twee dagen eerder was er een openingsgala gehouden waarbij onder meer het Philadelphia Orchestra en Elton John optraden.